# Guldklaven
Guldklaven är dansbandsbranschens prestigefyllda pris som delas ut under Svenska dansbandsveckan i Malung i mitten av juli. 
Guldklavarna delas ut på Orrskogens Folkets Park under en skimrande gala med glittrande statyetter, festlig stämning och show av Sveriges bästa artister och dansband. 
Guldklaven arrangeras av Svenska Dansbandsveckan i Malung.
Guldklavengalan inleder alltid Dansbandsveckan i Malung som arrangeras årligen vecka 29.
Guldklaven instiftades år 2000. Sveriges Radio P4 sänder direkt från galan. 

## Vinnare och nominerade

### Vinnare
| Årets     | Dansband             | Låt                                                                                      | Album                                       | Sångare                            | Sångerska                                  | Uppstickare                             |
| --------- | -------------------- | ---------------------------------------------------------------------------------------- | ------------------------------------------- | ---------------------------------- | ------------------------------------------ | --------------------------------------- |
| 2000      | Arvingarna           | —                                                                                        | —                                           | Magnus Carlsson, Barbados          | Git Persson, Kellys                        | —                                       |
| 2001      | Barbados             | "Kom hem"                                                                                | —                                           | Magnus Carlsson, Barbados          | Nina & Kim                                 | Date                                    |
| 2002      | Thorleifs            | "Vår sista dans"                                                                         | —                                           | Peter Danielson, Schytts           | Lotta Engberg, Lotta Engbergs              | Solo                                    |
| 2003      | Mats Bergmans        | "Något som kan hända"                                                                    | —                                           | Olle Jönsson, Lasse Stefanz        | Fernandoz, Drifters                        | Fame                                    |
| 2004      | Drifters             | "Brinner för dig"                                                                        | This is it, Boogart                         | Sten Nilsson, Sten & Stanley       | Anna Lundberg, Boogart                     | Erik Lihms                              |
| 2005      | Streaplers           | "Du är min man", Benny Anderssons Orkester                                               | Röd Chevrolet, Lasse Stefanz                | Göran Lindberg, Matz Bladhs        | Carina Jaarnek, Carina Jaarneks            | Highlights                              |
| 2006      | Torgny Melins        | "När du var här", Drifters                                                               | Mindre mogna män, Bhonus                    | Hasse Carlsson, Flamingokvintetten | Monia Sjöström, Grönwalls                  | Face-84                                 |
| 2007      | Lasse Stefanz        | "Kan du hålla dom orden", Mats Bergmans                                                  | Alla essen på handen, Blender               | Henrik Sethsson, Casanovas         | Melissa Williams, Zlips                    | Björn Lagerström, ny sångare i Barbados |
| 2008      | Lasse Stefanz        | "En lycklig man", Mats Bergmans                                                          | Vagabond, Lasse Stefanz                     | Anders Nordlund, Fernandoz         | Erica Sjöström, Drifters                   | —                                       |
| 2009      | Larz-Kristerz        | "Carina", Larz-Kristerz                                                                  | Rallarsväng, Lasse Stefanz                  | Henrik Strömberg, Scotts           | Cecilia Furlong och Lena Ström, CC & Lee   | —                                       |
| 2010      | Flamingokvintetten   | "Excuse me", The Playtones                                                               | Rock'n'Roll Dance Party, The Playtones      | Olle Jönsson, Lasse Stefanz        | Maria Rolf, Titanix                        | —                                       |
| Årets     | Dansband             | Låt                                                                                      | Album                                       | Sångare                            | Sångerska                                  | Musiker                                 |
| 2011      | Lasse Stefanz        | "The king", The Playtones                                                                | Små ord av guld med Larz-Kristerz           | Casper Janebrink, Arvingarna       | Elisa Lindström, Elisas                    | Eric Iversen, Wizex                     |
| 2012      | Lasse Stefanz        | "Vi lyfter igen", Zekes                                                                  | Från Älvdalen till Nashville, Larz Kristerz | Olle Jönsson, Lasse Stefanz        | Elisa Lindström, Elisas                    | Anders Larsson, Streaplers              |
| 2013      | Lasse Stefanz        | "Be mig! Se Mig! Ge mig!", Elisas                                                        | Genom natten, Titanix                       | Hasse Carlsson, Flamingokvintetten | Jenny Salén, Jenny Saléns                  | Jan-Åke Glavén, Expanders               |
| 2014      | Sannex               | "Det måste gå att dansa till", Larz-Kristerz                                             | Änglar och en massa kärlek, Arvingarna      | Olle Jönsson, Lasse Stefanz        | Elisa Lindström, Elisas                    | Peo Gruvelgård, Jannez                  |
| 2015      | Sannex               | "Guld och gröna skogar"; Anderz Wrethov, Elin Wrethov, Johan Bejerholm & Johan Deltinger | Idag, Streaplers                            | Peter Larsson, Larz-Kristerz       | Maria Persson, Blender                     | Jimmy Lindberg, Casanovas               |
| 2016      | Blender              | "Leva tills jag dör", Mikael Wiehe                                                       | Din sida sängen, Sannex                     | Andreas Olsson, Sannex             | Sandra Estberg, Martinez                   | Andreas Klar, Mickeys                   |
| 2017      | Casanovas            | "Jag é stark", Sannex                                                                    | Ut i livet, Casanovas                       | Tony Westland, Expanders           | Maria Persson, Blender                     | Mikael Strömqvist, Donnez               |
| 2018      | Martinez             | "Heartaches & Highways", Sannex                                                          | Just ikväll, Streaplers                     | Henrik Sethsson, Casanovas         | Maria Persson, Blender                     | Donald Laitila, Donnez                  |
| 2019      | Streaplers           | "I Do", Arvingarna                                                                       | Vi lever här och nu, Casanovas              | Peter Larsson, Larz-Kristerz       | Maria Persson, Blender                     | Tommy Bengtsson, Martinez               |
| 2020-2021 | Inställt pga pandemi |                                                                                          |                                             |                                    |                                            |                                         |
| ÅRETS     | Innovation           | Låt                                                                                      | Livestream                                  | SurPrize                           | Hederspris                                 |                                         |
| 2022      | Callinaz             | "Mota Olle i Grind", Casanovas                                                           | Donnez                                      | Kjellez                            | Flamingokvintetten                         |                                         |
| ÅRETS     | Dansband             | Låt                                                                                      | Album                                       | Surprize/Uppstickare               | Vokalist                                   | Musiker                                 |
| 2023      | Fernandoz            | "Så kommer känslorna tillbaka", Casanovas                                                | Nu tar vi nya tag, Fernandoz                | Lucianoz                           | Olle Jönsson, Lasse Stefanz                | Per Lundin, Streaplers                  |
| 2024      | Donnez               | "En riktig Volvo EPA", Larz Kristerz                                                     | Old, new, borrowed & blue, Allstars         | Ankies                             | Kenny Samuelsson/Kjetil Granli, Streaplers | Lars ”Lunkan” Lundgren, Perikles        |

### Övriga nominerade
| Årets | Dansband                          | Låt                                                                                     | Album                                                              | Sångare                                                                   | Sångerska                                                             | Uppstickare                                                                |
| ----- | --------------------------------- | --------------------------------------------------------------------------------------- | ------------------------------------------------------------------ | ------------------------------------------------------------------------- | --------------------------------------------------------------------- | -------------------------------------------------------------------------- |
| 2000  | - Perikles - Bhonus               | —                                                                                       | —                                                                  | - Peter Danielsson, Schytts - Christer Sjögren, Vikingarna                | - Gitte Tinglöf-Källman, Joyride - Lotta Engberg, Lotta Engbergs      | —                                                                          |
| 2001  | - Friends - Vikingarna            | - "Lyssna till ditt hjärta" - "Rosen som du gav mig"                                    | —                                                                  | - Sten Nilsson, Sten & Stanley - Olle Jönsson, Lasse Stefanz              | - Erica Sjöström, Drifters - Berit Henriksson, Hedez                  | - Hjältarna - Kjell Roos                                                   |
| 2002  | - Black Jack - Sten & Stanley     | - "Släpper inte taget" - "Världen utanför"                                              | —                                                                  | - Sten Nilsson, Sten & Stanley - Jonas Näslund, Mats Bergmans             | - Carina Jaarnek, Carina Jaarneks orkester - Jaan Vähämäki, Hjältarna | - Vanilla - Cheerie                                                        |
| 2003  | - Lasse Stefanz - Wahlströms      | - "Låt en morgon vakna" - "Kom och ta mig"                                              | —                                                                  | - Tony Ljungström, Black Jack - Anders Nordlund, Fernandoz                | - Carina Jaarnek, Carina Jaarneks orkester - Linda Johansson, Vanilla | - Blender - Gamblers                                                       |
| 2004  | - Black Jack - Lasse Stefanz      | - "Crazy in Love" - "Medan Jorden går ett varv"                                         | - Fina flickor, Black Jack - Hela himlen, Barbados                 | - Mathias Holmgren, Barbados - Magnus Meinert, Sannex                     | - Petra Rydgren, Zlips - Lotta Nilsson, Candela                       | - Lena Pålssons orkester - Koncept Danståget                               |
| 2005  | - Blender - Jannez                | - "En bild av dig", Sten & Stanley - "Vem kan älska dig som jag", Mona G:s              | - Nu och för alltid, Kindbergs - Vänd dig inte om, Mats Bergmans   | - Hasse Carlsson, Flamingokvintetten - Anders Nordlund, Fernandoz         | - Yeni Karlsson, Schytts - Jenny Salén, Jenny Saléns                  | - Nizeguys - Larz-Kristerz                                                 |
| 2006  | - Bhonus - Wahlströms             | - "Dansbander", Torgny Melins - "Sunshine in the Rain", BWO                             | - Stolt, Barbados - 8, Arvingarna                                  | - Chris Lind, Barbados - Claes Lövgren, Claes Lövgrens                    | - Maria Rolf, Titanix - Mona Gustafsson, Mona G:s                     | - Projektet Heartband - Shake                                              |
| 2007  | - Arvingarna - Flamingokvintetten | - "7milakliv", Martin Stenmarck - "Sandras sång", Lennartz och Arvingarna               | - 40 ljuva år, Lasse Stefanz - Den stora dagen, Mats Bergmans      | - Kjetil Granli, Streaplers - Conny Nilsson, Erik Lihms                   | - Cathrine Nycander, Nova - Maria Persson, Blender                    | - Camilla Lindén & Ballroom Blitz - Madde & Grabbarna                      |
| 2008  | - Zlips - Drifters                | - "Ett liv med dig", Drifters                                                           | - En helt ny dag, Fernandoz - New Beginning, Shake                 | - Jonas Näslund, Mats Bergmans - Andreas Wistrand, Highlights             | - Christin Granholm, Shake - Git Persson, Fernandoz                   | —                                                                          |
| 2009  | - Lasse Stefanz, Scotts           | - "Finns det nån annan nu, Perikles - "Sweet Kissin' in the Moonlight", Thorleifs       | - Varning för hunden, Perikles - Hem till dig, Larz-Kristerz       | - Kjelle Danielsson, Jannez - Kjell Malmborg, Bengt Hennings              | - Jenny Salén, Jenny Saléns - Melissa Williams, Zlips                 | —                                                                          |
| 2010  | - The Playtones - Titanix         | - "In a moment like this", Scotts - "Vi kan alla göra nåt", Sveriges dansband för Haiti | - Dansbandsnatt, Torgny Melins - Om du vill, Larz-Kristerz         | - Rickard Carlsson, Zekes - Peter Larsson & Stefan Nykvist, Larz-Kristerz | - Maria Persson, Blender - Erica Sjöström, Drifters                   | —                                                                          |
| Årets | Dansband                          | Låt                                                                                     | Album                                                              | Sångare                                                                   | Sångerska                                                             | Musiker                                                                    |
| 2011  | - Elisas - The Playtones          | - "Det här är bara början", Elisas - "Hallå", Anne-Lie Rydé                             | - Festival, Black Jack - Rock'n'roll is king, The Playtones        | - Donald Laitila, Donnez - Thomas Lindberg, Wizex                         | - Lotten Hansson, Pure Divine - Anna Sköld, Wizex                     | - Mikael Eriksson, Larz-Kristerz - Peter Samuelsson, Barbados              |
| 2012  | - Elisas - Streaplers             | - "Jag klarar mig", Barbados - "Minnen från lyckliga dar", Blender                      | - Rocky mountains, Lasse Stefanz - Simsalabim, Wizex               | - Andreas Olsson, Sannex - Sten Nilsson, Sten & Stanley                   | - Erica Sjöström, Drifters - Lotta Idoffson, Berth Idoffs             | - Douglas Möller, Flamingokvintetten - Petter Ferneman, Elisas             |
| 2013  | - Elisas - Streaplers             | - "Precis som jag är", Titanix - "Ta mig tillbaka nu", Arvingarna                       | - Den här sången, Flamingokvintetten - Sommar i Sverige, Casanovas | - Conny Nilsson, Matz Bladhs - Lars "Lunkan" Lundgren, Perikles           | - Carolina Skaarup Olsson, Callinaz - Elisa Lindström, Elisas         | - Donald Laitila, Donnez - Tommy Bengtsson, Martinez                       |
| 2014  | - Arvingarna - Streaplers         | - "Socker och salt", Lasse Stefanz - "Stanna tiden", Sannex                             | - Hon ska bli min, Casanovas - Jukebox, Drifters                   | - Peter Larsson, Larz-Kristerz - Henrik Sethson, Casanovas                | - Sandra Estberg, Martinez - Anna Sköld, Wizex                        | - Stefan Kardebratt, Flamingokvintetten - Conny Olsson, Jontez             |
| 2015  | - Donnez - Lasse Stefanz          | - "Juni, juli, augusti", Scotts - "Tänk om vi aldrig", Elisas                           | - 40 mil från Stureplan, Larz Kristerz - Mi Amore, Blender         | - Tony Ljungström, Black Jack - Lars Lundgren, Perikles                   | - Elisa Lindström, Elisa's - Jenny Salen, Jenny Salens                | - Tim Nilsson, Drifters - Niclas Olén, Matz Bladhs                         |
| 2016  | - Donnez - Larz-Kristerz          | - "Kan aldrig få nog", Blender - "Vår egen väg", Drifters                               | - Vår egen väg, Drifters - Här och ingen annanstans, Dreams        | - Claes Lövgren, Claes Lövgrens - Henrik Sethsson, Casanovas              | - Maria Persson, Blender - Erica Sjöström, Drifters                   | - Henrik Göranson, Streaplers - Per Göran Svensson, Perikles               |
| 2017  | - Donnez - Lasse Stefanz          | - "Han gör himlen blå", Blender - "Hanna kommer hem", Lasse Stefanz                     | - King River, Streaplers - Rätt & slätt, Larz-Kristerz             | - Hasse Carlsson, Flamingokvintetten - Anders Wigelius, Kindbergs         | - Anna Sköld, Wizex - Carolina Skaarup Tegnér, Callinaz               | - Joachim Sehlin, Perikles - Anders Tegnér, Larz-Kristerz                  |
| 2018  | - Expanders - Streaplers          | - "Du hinner med en gubbe till", Lasse Stefanz - "Fuldans", Rolandz                     | - Crossroads, Sannex - Gamble litegrann, Blender                   | - Casper Jarnebrink, Arvingarna - Anders Wigelius, Kindbergs              | - Sandra Estberg, Martinez - Carolina Skaarup, Callinaz               | - Douglas Möller, Flamingokvintetten - Robert Olsson, Drifters och Rolandz |
| 2019  | - Arvingarna - Blender            | - "Livet är till för att levas", Lasse Stefanz - "På andra sidan gatan", Perikles       | - I do, Arvingarna - Med stora steg, Donnez                        | - Casper Janebrink, Arvingarna - Olle Jönsson, Lasse Stefanz              | - Agneta Olsson, Thor Görans - Maria Rolf, Titanix                    | - Robert Norberg, Blender - Anders Tegnér, Larz-Kristerz                   |

### Vinnare i musikerkategorierna 2000–2010
| Årets | Gitarrist                        | Keyboardist                     | Basist                               | Trummis                                  | Blåsare                                                     |
| ----- | -------------------------------- | ------------------------------- | ------------------------------------ | ---------------------------------------- | ----------------------------------------------------------- |
| 2000  | Dante Holmberg, Joyride          | Eric Iversen, Wizex             | Peter Samuelsson, Barbados           | Marko Siila, Friends                     | Tony Eriksson, Vikingarna                                   |
| 2001  | Kim Carlsson, Arvingarna         | Magnus Persson, Helene & Gänget | Dennis Janebrink, Flamingokvintetten | Ulf Georgsson, Bhonus                    | Erica Sjöström, Drifters                                    |
| 2002  | Göran Liljeblad, Streaplers      | Mattias Berggren, Barbados      | Casper Janebrink, Arvingarna         | Kjell-Ingvar ”Kjelle” Danielsson, Jannez | Joakim Andersen, Kellys                                     |
| 2003  | Mattias Olofsson, Kindbergs      | Matts Nylander, Zlips           | Richard Holm, Jannez                 | Lasse Lundberg, Blender                  | Tolle & Hasse, Thorleifs                                    |
| 2004  | Kristian Thuresson, Zlips        | Tobias Nyström, Wahlströms      | Peter Ericsson, Boogart              | Magnus Johansson, Kindbergs              | Mattias Eklund, Sannex                                      |
| 2005  | Magnus Åkerlund, Blender         | Peder Matz, Black Jack          | Kent Kindberg, Kindbergs             | Göran Sonesson, Perikles                 | Allan Jacobsson, Tonix                                      |
| 2006  | Tommy Bengtsson, Boogart         | Ulf Härnström, Blender          | Jan Lindberg, Date                   | Anders Hildeskog, Wahlströms             | Peter Larsson, Bhonus                                       |
| 2007  | Stefan Rolf, Titanix             | Anders Larsson, Streaplers      | Lasse Sigfridsson, Lasse Stefanz     | Johan Fredriksson, Claes Lövgrens        | Niklas Adamsson, Jenny Saléns                               |
| 2008  | Conny Ohlson, Fernandoz          | Erik Lihm, Erik Lihms           | Håkan Liljeblad, Streaplers          | Hans Plahn, Sannex                       | Martin Lindkvist, Roland Ask, Robert Muhrer, Bengt Hennings |
| 2009  | Magnus Zetterkvist, Bhonus       | Claes Linder, Scotts            | Kim Lindahl, Thorleifs               | Gunnar Nilsson, Lasse Stefanz            | —                                                           |
| 2010  | Christer Ericsson, Lasse Stefanz | Lasse Larsson, Arvingarna       | Roberto Mårdstam, Scotts             | Kjetil Granli, Streaplers                | —                                                           |

### Övriga nominerade i musikerkategorierna 2000–2010
| Årets | Gitarrist                                                        | Keyboardist                                                       | Basist                                                              | Trummis                                                              | Blåsare                                                                                           |
| ----- | ---------------------------------------------------------------- | ----------------------------------------------------------------- | ------------------------------------------------------------------- | -------------------------------------------------------------------- | ------------------------------------------------------------------------------------------------- |
| 2000  | - Lasse Westmann, Vikingarna - Bosse Larsson, Bhonus             | - Pedro Johansson, Lotta Engbergs - Tomas Edström, Schytts        | - Tommy Cassemar, Good Timers - Kim Lindahl, Thorleifs              | - Jerker Nilsson, Wizex - Björn Norbäck, Sannex                      | - Jan-Erik Knudsen, Curt Haagers - Anna Lundberg, Boogart                                         |
| 2001  | - Lasse Westmann, Vikingarna - Jörgen Sonemalm, Wizex            | - Peo Grufvelgård, Jannez - Ulf Esborn, Bhonus                    | - Mattias Andersson, Wahlströms - Per Strandberg, Lotta Engbergs    | - Kjetil Granli, Streaplers - Bengt-Åke Andersson, Lotta Engbergs    | - Per Stenborg, Good Timers - Tolle & Hasse, Thorleifs                                            |
| 2002  | - Kent Ahlm, Schytts - Christer Ericsson, Lasse Stefanz          | - Stefan Brunzell, Friends - Tobias Nyström, Wahlströms           | - Sid Andersson, Grönwalls - Jan-Tommy Pettersson, Hjältarna        | - Magnus Wiktorinsson, Barbados - Tommy Carlsson, Arvingarna         | - Petter Sand, Micke Ahlgrens - Karl-Olof Werner, Fernandoz                                       |
| 2003  | - Jimmy Carlsson, Casanovas - Lasse Westman, Vikingarna          | - Ludvig Olin, Joyride - Tomas Edström, Schytts                   | - Peter Ericsson, Boogart - Kim Lindahl, Thorleifs                  | - Göran Sonesson, Perikles - Tommy Carlsson, Arvingarna              | - Jan Eric Knudsen och Stefan Nilsson - Karl-Olof Werner, Fernandoz                               |
| 2004  | - Mathias Lager, Barbados - Kent Ahlm, Schytts                   | - Lasse Larsson, Arvingarna - Niklas Burman, Boogart              | - Håkan Liljeblad, Streaplers - Andreas Westman, Blender            | - Robert Muhrer, Drifters - Magnus Wiktorinsson, Barbados            | - Morgan Östlin, Black Jack - Sten Nilsson, Sten & Stanley                                        |
| 2005  | - Roger Melander, Svänzons - Per Håkan Helén, Sannex             | - Erik Lihm, Erik Lihms - Jerry Rolf, Titanix                     | - Lars Adnersson, Zlips - Micke Ahlgren, Micke Ahlgrens             | - Simon Lundin, Expanders - Per Adamsson, Gamblers                   | - Magnus Nyman, Mats Bergmans - Petter Sand, Micke Ahlgrens                                       |
| 2006  | - Lars "lunkan" Lundgren, Perikles - Ove Olsson, Black Jack      | - Stellan Hedevik, Drifters - Anders Larsson, Streaplers          | - Ola Jonsson, Svänzons - Bo-Erik Linell, Schytts                   | - Magnus "Bubben" Löfving, Titanix - Torgny "Togge" Sundqvist, Zlips | - Niklas Adamsson, Jenny Saléns - Conny Hedin, Hedins                                             |
| 2007  | - Conny Ohlson, Fernandoz - Magnus Zetterqvist, Bhonus           | - Gullmar Bergman, Mats Bergmans - Marcus Fernholm, Jive          | - Henrik "Turbo" Wallrin, Wahlströms - Tomas Wennerström, Grönwalls | - Bjarne Lundquist, Flamingokvintetten - John Plahn, Date            | - Stefan Haglund, Torgny Melins - Morgan Östlin, Black Jack                                       |
| 2008  | - Peter Hansson, Kindbergs - Lars-Olof Karlsson, Matz Bladhs     | - Magnus Franzén, Thorleifs - Chris Lindholm, Highlights          | - Håkan Johansson, Expanders - Stefan Ryding, Casanovas             | - Jörgen Lövstedt, Thorleifs - Viktor Persson, Svänsons              | - Kenneth Herrgård, Lars Eriksson, Jörgen Emanuellson, Cavalkad - Joakim Svensson, Claes Lövgrens |
| 2009  | - Chris Andersén, Wahlströms - Nicke Fredriksson, Claes Lövgrens | - Stefan Kardebratt, Flamingokvintetten - Marcus Fernholm, Bhonus | - Morgan Korsmoe, Larz-Kristerz - Robert Norberg, Blender           | - Mattias Berghorn, Drifters - Lillen Tagesson, Scotts               | —                                                                                                 |

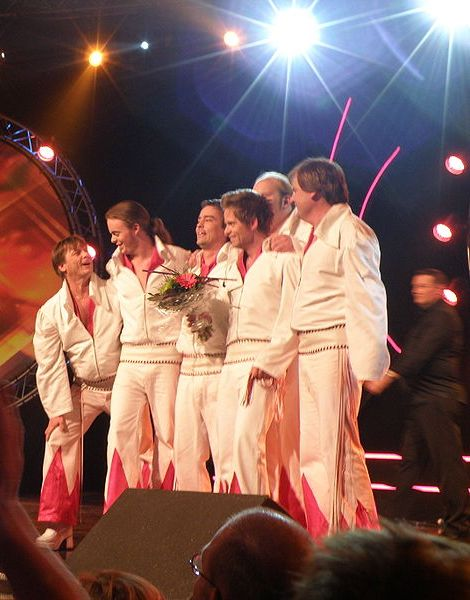
Larz-Kristerz, mottagare av Årets Bjarne.

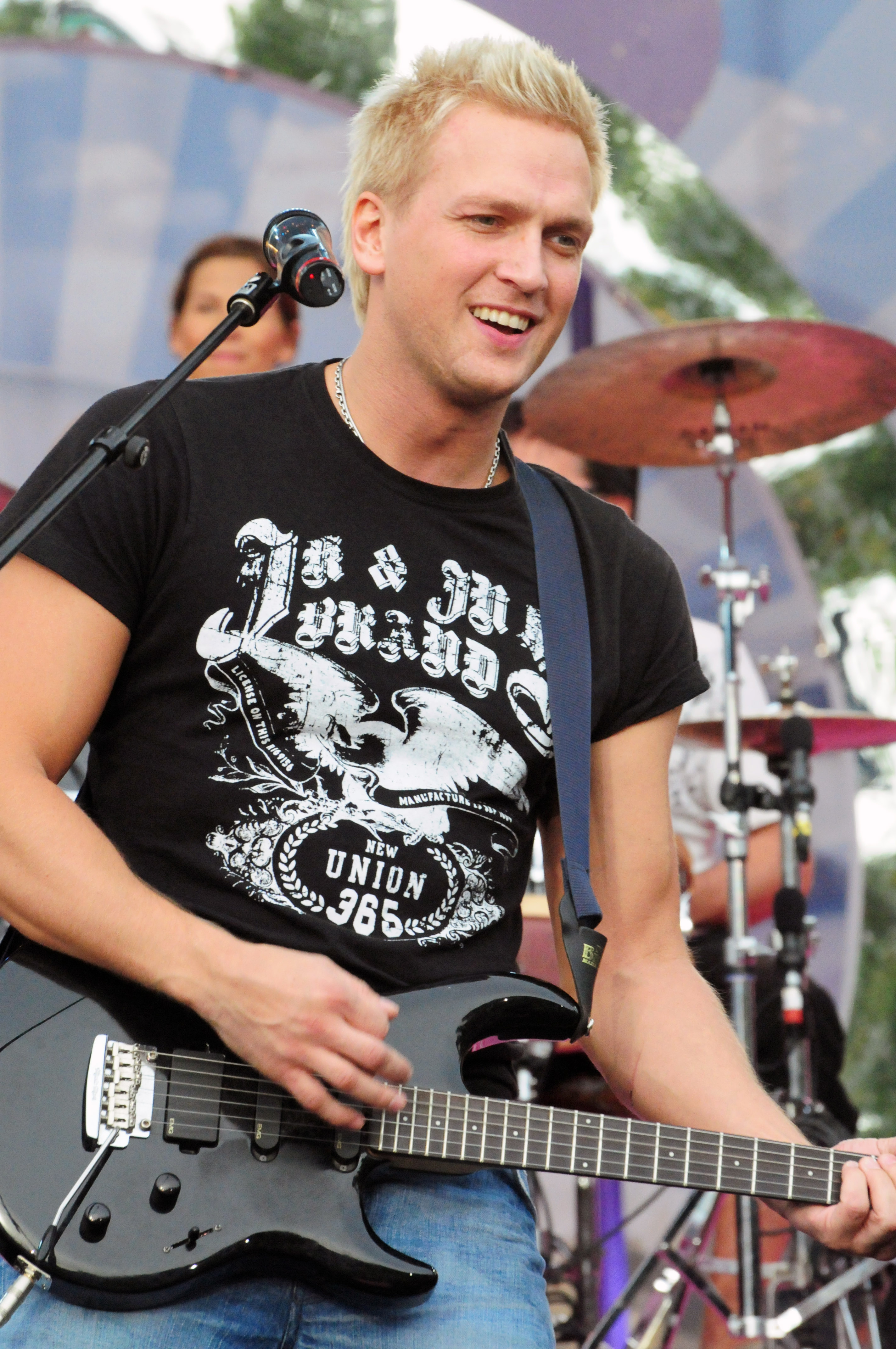
Henrik Strömberg (Scotts), årets sångare 2009.

| 2010  | - Peter Andersson, The Playtones - Peter Svensson, Date          | - Ludvig Olin, Rolandz - Henrik Ström, CC & Lee                   | - Jörgen Sandström, Jannez - Per-Göran Svensson, Perikles           | - Lars-Anders Rylander, Shake - Dan Strandberg, Martinez             | —                                                                                                 |

### Juryns specialpris
- 2001:  Boogart[3]
- 2002:  Bertil Johnsson, Ekebo
- 2003:  Bert Karlsson
- 2005:  Bertil Elfström, Malung, grundare av Svenska dansbandsveckan i Malung[4]
- 2006:  En liten bok om dansband, Liselotte Sivertsen Carlson och Thomas Carlson
- 2007:  Let's Dance, TV 4
- 2008:  Ulf Georgsson, Bhonus[5]
- 2009:  Göran och Håkan Liljeblad, Streaplers[6]
- 2010:  Sveriges Television för Dansbandskampen[7]
- 2011:  Marianne Leek[8]
- 2012:  Bröderna Sten och Ebbe Nilsson[9]
- 2013:  Atenzia Records[10]
- 2014:  Viking Line Cinderella[11]
- 2015:  Hasse Carlsson & Dennis Janebrink[12]
- 2016: Tack för dansen
- 2017: Streaplers
- 2018: Christer Sjögren
- 2019: Thorleif Torstensson
- 2020: Inställt
- 2021: Inställt pga pandemin
- 2022: dansbandssidan.com
- 2023: Kikki Danielsson

### Årets Bjarne
- 2008: Larz-Kristerz[5]

### Årets arrangör
- 2007: "Abbe" Abrahamsson, Hanssons Loge
- 2008: Lena Widestrand, Brunnsparken, Örebro[5]
- 2009: Tommy Ander, Hedemora Folkets Park[6]
- 2010: Leif Wibron, Parken Gävle[7]

### SKAP-stipendiet
- 2009: Lasse Holm och Gert Lengstrand[6]
- 2010: Ulf Georgsson och Monica Forsberg[7]
- 2011: Henrik Sethsson, Elisabeth Lord och Tommy Gunnarsson[8]
- 2012: Thomas G:son[9]
- 2013: Åsa Karlström och Christer Ericsson[10]
- 2014: Haidi Krohn och Kent Fingal[11]
- 2015: Bert Månson[12]
- 2016: Mona G & Anders Wigelius[13]
- 2017: Streaplers
- 2018: Ingela Forsman och Mats Larsson
- 2019: Sören Karlsson

### Sveriges Radio-priset
- 2011: Elisas[8]
- 2012: Donnez[9]
- 2013: Dreams[10]
- 2014: Callinaz[11]
- 2015: Voize[12]

### FÅR JAG LOV-kometen
- 2018: Skåningarna
- 2019: Xplays